# Stanisław Niwiński (aktor)

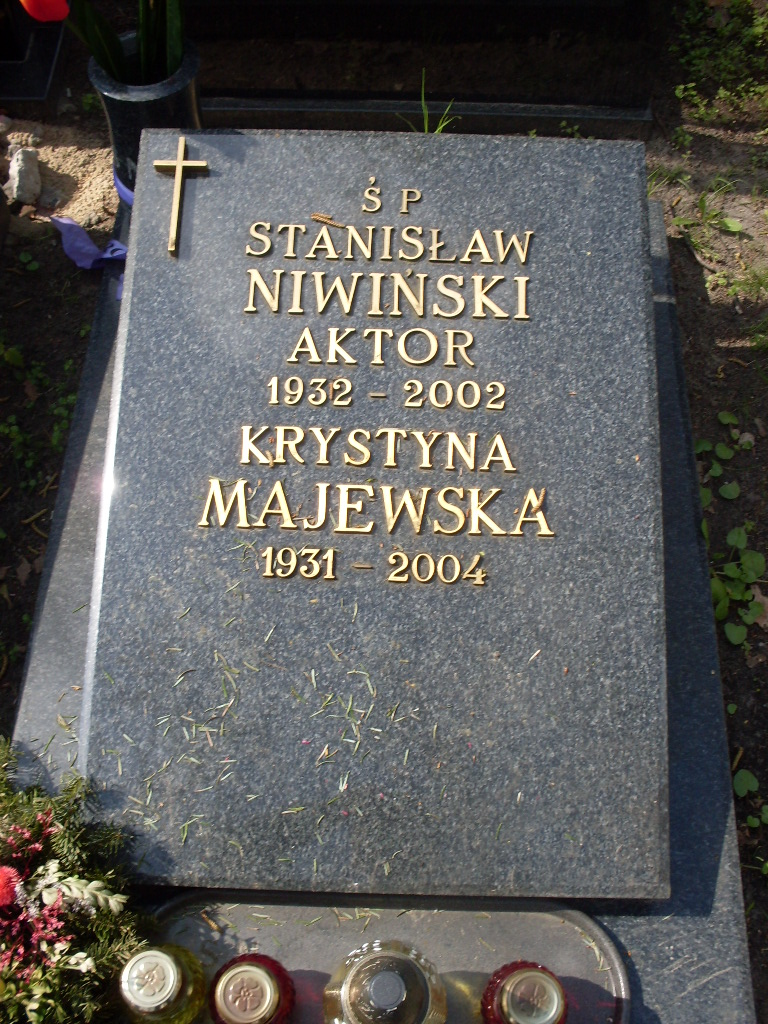
Grób Niwińskiego na Cmentarzu Wojskowym na Powązkach

Stanisław Niwiński (ur. 8 maja 1932 w Warszawie, zm. 4 maja 2002 tamże) – polski aktor.

## Edukacja
Po ukończeniu zasadniczej szkoły zawodowej o kierunku zegarmistrzowskim i Liceum Techniki Dentystycznej w Krakowie, zamierzał zostać lekarzem. Rozpoczęte studia na krakowskiej Akademii Medycznej przerwał i zdał egzaminy do Państwowej Wyższej Szkoły Aktorskiej w Krakowie, którą ukończył w 1956.

## Kariera
W latach 1956–1958 był związany z Teatrem im. Stefana Żeromskiego w Kielcach, gdzie zadebiutował w roli Wacława w Zemście Aleksandra hr. Fredry w reż. Tadeusza Kubalskiego (1956), a następnie zagrał Jacka w Bracie marnotrawnym Oscara Wilde’a (1957) w reż. Ireny i Tadeusza Byrskich, Gustawa w Ślubach panieńskich Fredry (1957), Helikona w Kaliguli Alberta Camus (1957) w reż. Tadeusza Byrskiego, Maka Yksa w Pierścieniu Wielkiej Damy Cypriana Kamila Norwida (1958) w reż. Olgi Koszutski i Janka w Kocie w butach Zenona Laurentowskiego (1958) w reż. Lidii Rybotyckiej. W latach 1958–1959 występował w Teatrze Dramatycznym w Poznaniu, m.in. jako Pan Młody w Weselu Stanisława Wyspiańskiego (1959) w reż. Tadeusza Byrskiego. W latach 1959–1963 był aktorem Teatru Śląskiego w Katowicach. Od 1963 występował w teatrach warszawskich: Klasycznym (1963–1965), Ateneum (1965–1967) i Polskim (1967–1997).
W latach 1965–1998 współpracował z Teatrem Polskiego Radia.
Rozpoznawalność przyniosła mu rola rotmistrza Zaremby w serialu Czarne chmury (1973). Wystąpił w kultowych filmach takich jak Czarne skrzydła (1962) Ewy i Czesława Petelskich, Gdzie jest generał... (1963) Tadeusza Chmielewskiego, Powrót doktora von Kniprode (1965) Huberta Drapelli i Śmierć w środkowym pokoju (1965) Andrzeja Trzosa-Rastawieckiego, a także w serialach: Stawka większa niż życie (1968; w 10. odcinku serii) jako porucznik Neumann, Chłopi (1972) jako Pietrek, parobek Boryny, Karino (1974) jako Rusin, Pogranicze w ogniu (1988) jako Wojciech Matusiak, ojciec Doroty i Trzy szalone zera (1999) w roli dyrektora radia.

## Życie prywatne
W 1954 na planie filmu Godziny nadziei Jana Rybkowskiego poznał aktorkę Annę Ciepielewską. Wkrótce złożyli przysięgę małżeńską, mieli syna Grzegorza. W 1978 na pokładzie statku MS Batory podczas bankietu w ramach festiwalu filmowego Niwiński poznał Annę Majewską (1950–2019). Niwiński rozstał się z żoną i zamieszkał z nową partnerką. Mieli syna Sebastiana. Początkowo Majewska nie chciała brać ślubu, jednak z czasem Niwiński przekonał żonę do zmiany zdania.

### Śmierć
Zmarł nagle 4 maja 2002 w warszawskim szpitalu; kilka dni przed 70. urodzinami. Pochowany wraz z żoną Anną na cmentarzu Powązki Wojskowe w Warszawie (kwatera E-14-12).

## Filmografia
- 1955: Godziny nadziei
- 1960: Historia współczesna – robotnik
- 1962: Spotkanie w Bajce – kierowca ciężarówki
- 1962: Rodzina Milcarków – Karol Milcarek
- 1962: Czarne skrzydła – Tadeusz, syn Mieniewskiego
- 1963: Gdzie jest generał... – oberleutnant SS
- 1963: Pasażerka – więzień
- 1964: Panienka z okienka – Zbigniew Kalinowski, wnuk Strusia, brat Marysi-Hedwigi[8]
- 1964: Spotkanie ze szpiegiem  – krótkofalowiec Janusz Giedrowski[9]
- 1965: Powrót doktora von Kniprode – kapitan Karcz
- 1965: Trzy kroki po ziemi – młody lekarz (cz. 3)
- 1965: Śmierć w środkowym pokoju – Krzysztof
- 1965: Podziemny front – Tolek, żołnierz AL
- 1965: Katastrofa – Grzegorz Hulewicz, projektant wiaduktu
- 1965: Buty – sowiecki lotnik
- 1967: Westerplatte – strzelec Jan Połeć
- 1968: Stawka większa niż życie – por. Neumann (odc. 10)
- 1969: Znicz olimpijski – Bolek
- 1969: Ostatni świadek – milicjant-geolog
- 1970: Prom – oficer w kapitanacie portu
- 1970: Prawdzie w oczy – inżynier Stefan Karbowaniec
- 1970: Album polski – Ślązak, dezerter z Wehrmachtu
- 1971: Na przełaj – opiekun społeczny
- 1972: Chłopi – Pietrek, parobek Boryny
- 1973: Czarne chmury – rotmistrz Zaremba
- 1973: Hubal – plutonowy Józef Alicki, członek oddziału "Hubala"
- 1973: Chłopi – Pietrek, parobek Boryny
- 1974: Karino – Rusin
- 1974: Orzeł i reszka – porucznik Ralf Moes
- 1974: Najważniejszy dzień życia – dyrektor Stefan Stolarek (odc. 3)
- 1975: Dyrektorzy – inż. Piotr Gajda, syn Ignacego, w 1970 dyrektor „Fabelu”
- 1975: Kazimierz Wielki – Dobrogost
- 1975: Jarosław Dąbrowski – Bronisław Szwarce
- 1976: Przepłyniesz rzekę – kierownik budowy
- 1976: Karino – Rusin
- 1977: Sprawa Gorgonowej – dziennikarz podający się za przedstawiciela komitetu[10]
- 1977: Raszyn. 1809 – Jan Łuszczewski
- 1977: Gdzie woda czysta i trawa zielona – naczelnik
- 1978: Życie na gorąco – Kornel Preiss, współwłaściciel pensjonatu „Złota Podkowa” (7)
- 1978: Justyna – dyrektor
- 1978: Dux Polonorum − Niemcza 1017 rok
- 1978: Azyl – Władysław Wawrzyniak
- 1979: Zielone lata – nauczyciel
- 1979: Racławice. 1794 – Tomasz Adam Ostrowski
- 1979: Najdłuższa wojna nowoczesnej Europy – sir Thomas (odc. 1)
- 1979: Na własną prośbę – Haruzel
- 1979: Małgorzata – uczestnik zebrania PZPR
- 1979: Biała gorączka – sekretarz Madej
- 1979: ...Cóżeś ty za pani... – Paweł Anioł
- 1980: Polonia Restituta – Erazm Piltz, współpracownik Romana Dmowskiego
- 1980: Sherlock Holmes i Doktor Watson – barman Beamis (odc. 18)
- 1980: Kłusownik – Kasicki, dyrektor stadniny
- 1980: Jeśli serce masz bijące – wychowawca Perczyński, nauczyciel polskiego
- 1980: Dom – mówca podczas otwarcia FSO na Żeraniu (odc. 6)
- 1981: Kto ty jesteś? – uczestnik zebrania PPR
- 1981: Bołdyn – pułkownik „Stary”
- 1982: Polonia Restituta – Erazm Piltz, współprac. Romana Dmowskiego (odc. 4-6)
- 1982: Na tropach Bartka – Kasicki, dyrektor stadniny, ojciec Maćka
- 1982: Przygrywka – ojciec (odc. 6)
- 1984: Umarłem, aby żyć – chirurg ze szpitala Dzieciątka Jezus
- 1984: Rycerze i rabusie – Zegart, człowiek Stadnickiego (odc. 2)
- 1986: Blisko, coraz bliżej – doktor Jerzy (Antoni) Kulicki
- 1986: Czarne Stopy – „Leśne Oko”
- 1987: MR Tański – inż. Tadeusz Tański
- 1987: Dorastanie – dyrektor fabryki (odc. 7)
- 1987: Rzeczpospolitej dni pierwsze – marsz. Edward Śmigły-Rydz
- 1987: Ucieczka z miejsc ukochanych – Józef (odc. 2)
- 1987: Śmieciarz – kierownik Tokarski (odc. 1, 3 i 4)
- 1988: Banda Rudego Pająka – major (odc. 2)
- 1988: Pogranicze w ogniu – Wojciech Matusiak, ojciec Doroty (odc. 1 i 2)
- 1988: Penelopy – Piotr, mąż Magdy
- 1989: Virtuti – kapitan WP
- 1988: Stan strachu – aktor
- 1997-2002: Klan – pan Franciszek, pacjent leżący z Krzysztofem Malickim
- 1999: Trzy szalone zera – dyrektor radia

## Odznaczenia i nagrody
- Złoty Krzyż Zasługi (1979)
- Nagroda na I Festiwalu Teatrów Śląska i Opolszczyzny we Wrocławiu za rolę tytułową w Kordianie Juliusza Słowackiego w Teatrze Śląskim im. Stanisława Wyspiańskiego w Katowicach (1960)